# Kofi Danning
Kofi Appiah Danning (Kumasi, 2 marzo 1991) è un calciatore ghanese naturalizzato australiano, attaccante del Canberra Olympic.

## Carriera

### Club
Ha giocato 7 partite in AFC Champions League, 4 con la maglia del Sydney FC e 3 con quella del Brisbane Roar

### Nazionale
Nel 2009 ha partecipato al Campionato mondiale di calcio Under-20 2009 svoltosi in Egitto.

## Palmarès
- Campionato australiano: 2

Sydney FC: 2009-2010
Brisbane Roar: 2011-2012